# Grande Prêmio da Áustria de 1982
Resultados do Grande Prêmio da Áustria de Fórmula 1 realizado em Österreichring em 15 de agosto de 1982. Décima terceira etapa do campeonato, nele o italiano Elio de Angelis, da Lotus-Ford, venceu pela primeira vez em sua carreira, com Keke Rosberg em segundo lugar pela Williams-Ford e Jacques Laffite em terceiro pela Ligier-Matra.

## Resumo

### Brabham domina os treinos
Nos treinos de sexta-feira o brasileiro Nelson Piquet marcou 1:27.612 com sua Brabham-BMW quebrando extraoficialmente o recorde da pista numa façanha obtida com pneus novos e apenas 30 litros de gasolina no tanque numa pista com tráfego ameno, garantindo o primeiro lugar ao brasileiro e o segundo ao italiano Riccardo Patrese, seu companheiro de equipe. Tal foi a vantagem do modelo BT50 que o time de Bernie Ecclestone passou a elaborar estratégias para a corrida. No sábado não houve alterações significativas neste cenário e nas posições seguintes havia um trio francês com o Renault RE30 de Alain Prost na terceira posição à frente de Patrick Tambay (Ferrari) e René Arnoux (também da Renault) enquanto John Watson, com 30 pontos na tabela e de facto o líder do campeonato desde o grave acidente que encerrou a carreira de Didier Pironi no Grande Prêmio da Alemanha, ficou apenas em décimo oitavo lugar com sua McLaren-Ford.
O domínio dos motores turbo na Áustria foi favorecido pelo traçado de Österreichring com suas longas retas e curvas de amplo traçado e pelo fato de que a pista situa-se 750 metros acima do nível do mar. Tais variantes somaram-se ao talento de Piquet e ao aprumo da Brabham para garantir que a BMW conquistasse sua primeira pole position na Fórmula 1, resultado ainda mais vistoso graças à dobradinha na primeira fila do grid de largada.
Em meio à competição que se desenrolava na pista, Lotus e Renault firmaram um contrato para o fornecimento de motores para os próximos anos e no terreno oposto havia especulações quanto à transferência de René Arnoux para a Ferrari e a de Jacques Laffite para a Williams.

### Duplo fracasso
Nelson Piquet manteve a pole e saiu em primeiro lugar, contudo sua liderança durou somente uma volta em razão do mau rendimento de seus pneus, ocasião em que foi ultrapassado por Riccardo Patrese. Graças à grande altitude de Österreichring o rendimento dos carros turbo permitiram aos mesmos ocuparem os primeiros lugares com Patrese e Piquet a uma distância segura de Prost. A dobradinha da Brabham, contudo, foi desfeita na volta dezoito quando Piquet foi aos boxes e embora tenha trocado os pneus em tempo hábil, sofreu um atraso de cinco segundos em seu tempo de parada em razão de uma demora para o início efetivo do reabastecimento. Dezoito segundos mais tarde o piloto regressou à pista na quarta posição. Naquele momento, dentre outros participantes, já estavam fora de combate: René Arnoux, vítima de uma falha no seu Renault turbo, mas destino pior teve Derek Daly, da Williams, envolvido num acidente com Andrea de Cesaris e Bruno Giacomelli, pilotos da Alfa Romeo, ainda na largada.
Na volta 24 foi a vez de Riccardo Patrese ir aos boxes numa operação que durou apenas onze segundos e foi eficiente a ponto de devolvê-lo à pista ainda na liderança, embora seus pneus frios o expusessem ao ataque de Alain Prost. Durante algum tempo Patrese mostrou-se resiliente, contudo sua corrida terminou quando o motor BMW estourou derramando óleo nos pneus traseiros. Descontrolado, o italiano rodopiou entre os barrancos que compunham a mal-feita área de escape do circuito e quase capotou, mas felizmente o condutor do carro nada sofreu. O domingo dos sonhos da Brabham chegou ao fim de forma indesejada quando Piquet, terceiro colocado, sofreu uma pane elétrica na trigésima primeira volta, deixando Alain Prost e Elio de Angelis sossegados à frente. Fora da prova, restou ao brasileiro o consolo de entrar para a história como protagonista do primeiro pit stop destinado à troca de pneus e de combustível na era moderna da Fórmula 1.

### Vitória para Elio de Angelis
Por um número considerável de voltas, Alain Prost liderou tranquilamente em relação a Lotus de Elio de Angelis. Todavia a falta de confiabilidade da Renault deixou o francês a pé devido a falhas no sistema de injeção, o que entregou a liderança para Elio de Angelis. Faltando cinco voltas para o fim da corrida, o novo líder era seguido por Keke Rosberg em sua Williams. Numa contenda entre dois motores aspirados, o piloto finlandês chegou a descontar dez segundos de desvantagem em relação ao seu rival que sofria com o desgaste acentuado de pneus. O arranque de Rosberg foi possível também graças aos erros cometidos por De Angelis na troca de marchas e pelo temor de uma pane seca. O ataque final contra o italiano da Lotus aconteceu na entrada da reta de chegada a poucos metros do fim e não obstante o furor de Rosberg a vitória coube a Elio de Angelis por ínfimos cinquenta milésimos de segundo ou pouco menos de meio carro de diferença. Para Keke Rosberg a vitória não veio por falta de mais alguns metros, mas o segundo lugar fez dele o novo vice-líder formal da competição com 33 pontos ante 39 do inativo Didier Pironi, o que dá ao finlandês a liderança efetiva na classificação geral. Em terceiro lugar chegou Jacques Laffite, da Ligier, enquanto Patrick Tambay (Ferrari), Niki Lauda (McLaren) e Mauro Baldi (Arrows) completaram a zona de pontuação.
No quesito efemérides foi a primeira vitória na carreira de Elio de Angelis, a primeira da Lotus desde Mario Andretti no Grande Prêmio dos Países Baixos de 1978, a vitória de número 150 do motor Ford Cosworth e a última presenciada por Colin Chapman, morto aos 54 anos vítima de infarto fulminante em 16 de dezembro de 1982.

## Resultados

### Treinos classificatórios
| Pos.    | Nº | Piloto             | Construtor      | Volta    | Diferença |
| ------- | -- | ------------------ | --------------- | -------- | --------- |
| 1       | 1  | Nelson Piquet      | Brabham-BMW     | 1:27.612 | —         |
| 2       | 2  | Riccardo Patrese   | Brabham-BMW     | 1:27.971 | + 0.359   |
| 3       | 15 | Alain Prost        | Renault         | 1:28.864 | + 1.252   |
| 4       | 27 | Patrick Tambay     | Ferrari         | 1:29.522 | + 1.910   |
| 5       | 16 | René Arnoux        | Renault         | 1:30.261 | + 2.649   |
| 6       | 6  | Keke Rosberg       | Williams-Ford   | 1:30.300 | + 2.688   |
| 7       | 11 | Elio de Angelis    | Lotus-Ford      | 1:31.626 | + 4.014   |
| 8       | 3  | Michele Alboreto   | Tyrrell-Ford    | 1:31.814 | + 4.202   |
| 9       | 5  | Derek Daly         | Williams-Ford   | 1:32.062 | + 4.450   |
| 10      | 8  | Niki Lauda         | McLaren-Ford    | 1:32.131 | + 4.519   |
| 11      | 22 | Andrea de Cesaris  | Alfa Romeo      | 1:32.308 | + 4.696   |
| 12      | 12 | Nigel Mansell      | Lotus-Ford      | 1:32.881 | + 5.269   |
| 13      | 23 | Bruno Giacomelli   | Alfa Romeo      | 1:32.950 | + 5.338   |
| 14      | 26 | Jacques Laffite    | Ligier-Matra    | 1:32.957 | + 5.345   |
| 15      | 35 | Derek Warwick      | Toleman-Hart    | 1:33.208 | + 5.596   |
| 16      | 14 | Roberto Guerrero   | Ensign-Ford     | 1:33.555 | + 5.943   |
| 17      | 36 | Teo Fabi           | Toleman-Hart    | 1:33.971 | + 6.359   |
| 18      | 7  | John Watson        | McLaren-Ford    | 1:34.164 | + 6.554   |
| 19      | 4  | Brian Henton       | Tyrrell-Ford    | 1:34.184 | + 6.572   |
| 20      | 20 | Chico Serra        | Fittipaldi-Ford | 1:34.187 | + 6.575   |
| 21      | 29 | Marc Surer         | Arrows-Ford     | 1:34.422 | + 6.810   |
| 22      | 25 | Eddie Cheever      | Ligier-Matra    | 1:34.620 | + 7.008   |
| 23      | 30 | Mauro Baldi        | Arrows-Ford     | 1:34.715 | + 7.103   |
| 24      | 17 | Rupert Keegan      | March-Ford      | 1:34.770 | + 7.158   |
| 25      | 9  | Manfred Winkelhock | ATS-Ford        | 1:34.984 | + 7.372   |
| 26      | 33 | Tommy Byrne        | Theodore-Ford   | 1:34.985 | + 7.373   |
| 27      | 18 | Raul Boesel        | March-Ford      | 1:35.149 | + 7.537   |
| 28      | 31 | Jean-Pierre Jarier | Osella-Ford     | 1:35.206 | + 7.594   |
| 29      | 10 | Eliseo Salazar     | ATS-Ford        | 1:35.271 | + 7.659   |
| Fontes: |    |                    |                 |          |           |

### Corrida
| Pos.    | Nº | Piloto             | Construtor      | Voltas | Tempo/Diferença | Grid | Pontos |
| ------- | -- | ------------------ | --------------- | ------ | --------------- | ---- | ------ |
| 1       | 11 | Elio de Angelis    | Lotus-Ford      | 53     | 1:25:02.212     | 7    | 9      |
| 2       | 6  | Keke Rosberg       | Williams-Ford   | 53     | + 0.050         | 6    | 6      |
| 3       | 26 | Jacques Laffite    | Ligier-Matra    | 52     | + 1 volta       | 14   | 4      |
| 4       | 27 | Patrick Tambay     | Ferrari         | 52     | + 1 volta       | 4    | 3      |
| 5       | 8  | Niki Lauda         | McLaren-Ford    | 52     | + 1 volta       | 10   | 2      |
| 6       | 30 | Mauro Baldi        | Arrows-Ford     | 52     | + 1 volta       | 23   | 1      |
| 7       | 20 | Chico Serra        | Fittipaldi-Ford | 51     | + 2 voltas      | 20   |        |
| 8       | 15 | Alain Prost        | Renault         | 48     | Injeção         | 3    |        |
| 9       | 7  | John Watson        | McLaren-Ford    | 44     | Motor           | 18   |        |
| Ret     | 4  | Brian Henton       | Tyrrell-Ford    | 32     | Motor           | 19   |        |
| Ret     | 1  | Nelson Piquet      | Brabham-BMW     | 31     | Pane elétrica   | 1    |        |
| Ret     | 33 | Tommy Byrne        | Theodore-Ford   | 28     | Spun Off        | 26   |        |
| Ret     | 29 | Marc Surer         | Arrows-Ford     | 28     | Motor           | 21   |        |
| Ret     | 2  | Riccardo Patrese   | Brabham-BMW     | 27     | Motor           | 2    |        |
| Ret     | 25 | Eddie Cheever      | Ligier-Matra    | 22     | Motor           | 22   |        |
| Ret     | 12 | Nigel Mansell      | Lotus-Ford      | 17     | Motor           | 12   |        |
| Ret     | 16 | René Arnoux        | Renault         | 16     | Injeção         | 5    |        |
| Ret     | 9  | Manfred Winkelhock | ATS-Ford        | 15     | Spun Off        | 25   |        |
| Ret     | 35 | Derek Warwick      | Toleman-Hart    | 7      | Suspensão       | 15   |        |
| Ret     | 36 | Teo Fabi           | Toleman-Hart    | 7      | Transmissão     | 17   |        |
| Ret     | 14 | Roberto Guerrero   | Ensign-Ford     | 6      | Spun Off        | 16   |        |
| Ret     | 3  | Michele Alboreto   | Tyrrell-Ford    | 1      | Spun Off        | 8    |        |
| Ret     | 17 | Rupert Keegan      | March-Ford      | 1      | Direção         | 24   |        |
| Ret     | 5  | Derek Daly         | Williams-Ford   | 0      | Acidente        | 9    |        |
| Ret     | 22 | Andrea de Cesaris  | Alfa Romeo      | 0      | Acidente        | 11   |        |
| Ret     | 23 | Bruno Giacomelli   | Alfa Romeo      | 0      | Acidente        | 13   |        |
| DNQ     | 18 | Raul Boesel        | March-Ford      |        |                 |      |        |
| DNQ     | 31 | Jean-Pierre Jarier | Osella-Ford     |        |                 |      |        |
| DNQ     | 10 | Eliseo Salazar     | ATS-Ford        |        |                 |      |        |
| Fontes: |    |                    |                 |        |                 |      |        |

## Tabela do campeonato após a corrida
| Pos.    | Piloto        | Pontos |
| ------- | ------------- | ------ |
| 1       | Didier Pironi | 39     |
| 2       | Keke Rosberg  | 33     |
| 3       | John Watson   | 30     |
| 4       | Niki Lauda    | 26     |
| 5       | Alain Prost   | 25     |
| Fontes: |               |        |

| Pos.    | Equipe        | Pontos |
| ------- | ------------- | ------ |
| 1       | Ferrari       | 64     |
| 2       | McLaren-Ford  | 56     |
| 3       | Williams-Ford | 46     |
| 4       | Renault       | 44     |
| 5       | Lotus-Ford    | 29     |
| Fontes: |               |        |

- Nota: Somente as primeiras cinco posições estão listadas. Entre 1981 e 1990 cada piloto podia computar onze resultados válidos por temporada não havendo descartes no mundial de construtores.